# Maria II Zaccaria
Maria II Zaccaria, född okänt år, död efter 1404, var en monark (regerande furstinna) av korsfararstaten Achaia 1402-1404.
Maria II Zaccaria var dotter till Centurione I Zaccaria, herre av Veligosti–Damala och Chalandritsa, och Helene Asanina, som var syster till kejsarinnan Irene Asanina. Hon gifte sig med Pedro de San Superano, som köpte furstendömet år 1396 av kungen av Neapel, som var dess länsherre. 
När hennes make avled år 1402, efterträdde hon honom som regerande furstinna. Hon regerade i två års tid. 1404 tvingades hon mot sin vilja överlåta staten till sin brorson Centurione II Zaccaria, som hade fått stöd att avsätta henne av kungen av Neapel. 